# Penarrubia (Baralla)
Penarrubia (llamada oficialmente Santa María de Penarrubia) es una parroquia y una aldea española del municipio de Baralla, en la provincia de Lugo, Galicia.

## Organización territorial
La parroquia está formada por catorce entidades de población:

### Entidades de población
- A Barrosa
- A Pena
- A Revolta
- Carballedo
- Casar de Monín
- Castrolanzán
- Cernadas
- Fonte dos Poios
- Papín
- Penarrubia
- Teixeira de Abaixo
- Teixeira de Arriba
- Val

### Despoblado
Despoblado que forma parte de la parroquia:
- Veiga

## Demografía

### Parroquia
| Gráfica de evolución demográfica de Penarrubia (parroquia) entre 2000 y 2019 |
|                                                                              |
| Datos según el nomenclátor publicado por el INE.                             |

### Aldea
| Gráfica de evolución demográfica de Penarrubia (aldea) entre 2000 y 2019 |
|                                                                          |
| Datos según el nomenclátor publicado por el INE.                         |